# My Life (빌리 조엘의 노래)
〈My Life〉는 1978년 발매된 빌리 조엘의 음반 《52nd Street》에 처음 등장한 노래다. 싱글 버전은 1978년 가을에 발매되었으며, 미국 Adult Contemporary 차트에서 2위를 기록했다. 1979년 초에는 빌보드 차트 2위를 기록했다.

## 해설
이 노래는 드럼과 베이스로 시작되며 키보드 리프가 이어진다. 키보드 리프는 노래와 코러스 부분 사이의 간주에도 사용되며 마지막 부분에도 사용된다. 가사의 첫 부분은 미국의 코미디언 리처드 루이스가 한 말을 인용한 것이다.
시카고의 멤버인 피터 세테라와 도니 다커스가 코러스로 참여했다.
〈My Life〉는 ABC 텔레비전에서 방영한 드라마 바솜 버디스의 주제곡으로도 사용되었다. 주제곡은 빌리 조엘이 아닌 다른 가수에 의해 재녹음 된 버전을 사용했다.

## 싱글과 음반 버전 차이
싱글 버전과 음반 버전 간의 차이점은 다음과 같다.
- 싱글 버전의 전주 부분이 짧게 편집되었다.
- 간주 부분도 싱글 버전에서는 절반이 삭제되었다.
- 2차 브릿지의 직전의 브레이크가 싱글에서는 삭제되었다.

## 차트
| 1978년 ~ 1979년                   | 순위 |
| --------------------------------- | ---- |
| 오스트레일리아 (켄트 뮤직 리포트) | 6    |
| 오스트리아 (Ö3 오스트리아 탑 40)  | 11   |
| 벨기에 (울트라탑 50 플랑드르)     | 27   |
| 캐나다 탑 싱글 (RPM)              | 3    |
| 프랑스 (SNEP)                     | 6    |
| 아이리시 싱글 차트                | 3    |
| 일본 (오리콘)                     | 37   |
| 네덜란드 (네덜란드스 탑 40)       | 23   |
| 네덜란드 (싱글 톱 100)            | 22   |
| 뉴질랜드 (레코드 뮤직 NZ)         | 6    |
| 남아프리카 (RISA)                 | 2    |
| 스페인 (푸로무시카에)             | 13   |
| 스위스 (슈바이처 히트파라데)      | 4    |
| 영국 싱글 (오피셜 차트 컴퍼니)    | 12   |
| 미국 빌보드 핫 100                | 3    |
| 미국 어덜트 컨템포러리 (빌보드)   | 2    |
| 짐바브웨 (ZIMA)                   | 1    |

| 1978년 | 순위 |
| ------ | ---- |
| 캐나다 | 109  |

| 1979년             | 순위 |
| ------------------ | ---- |
| 오스트레일리아     | 65   |
| 미국 빌보드 핫 100 | 28   |

## 인증
| 국가 | 인증 | 날짜           | 출하량/판매량 |
| ---- | ---- | -------------- | ------------- |
| 영국 | 실버 | 1979년 2월 1일 | 200,000       |